# Michel-Ange de Caravage, le peintre maudit
Pour les articles homonymes, voir Caravaggio.
Pour plus de détails, voir Fiche technique et Distribution.
Michel-Ange de Caravage, le peintre maudit (Caravaggio, il pittore maledetto) est un film italien réalisé par Goffredo Alessandrini, sorti en 1941.

## Synopsis
La vie du peintre Le Caravage.

## Fiche technique
- Titre français : Michel-Ange de Caravage, le peintre maudit[1]
- Titre original : Caravaggio, il pittore maledetto
- Réalisation : Goffredo Alessandrini
- Scénario : Goffredo Alessandrini, Riccardo Freda, Gherardo Gherardi, Ákos Tolnay, Bruno Valeri et Vittorio Verga
- Musique : Riccardo Zandonai
- Photographie : Aldo Tonti et Jan Stallich
- Montage : Giancarlo Cappelli
- Production : Francesco Curato
- Société de production : Elica Film
- Pays :  Royaume d'Italie
- Genre : Biopic, drame
- Durée : 105 minutes
- Dates de sortie : 
  - Royaume d'Italie : 6 février 1941[2]
  - France : Paris, 27 août 1947

## Distribution
- Amedeo Nazzari : Le Caravage
- Clara Calamai : Madonna Giaconella
- Lamberto Picasso : le cavalier d'Arpino
- Nino Crisman : Alof de Wignacourt
- Lauro Gazzolo : Zio Nello
- Beatrice Mancini : Lena
- Olinto Cristina : le cardinal Francesco Maria del Monte
- Maria Dominiani : Alessandra
- Achille Majeroni : le cardinal Scipione Borghese
- Renato Malavasi : Mauro